# Blanche Montel
Blanche Montel (14 de agosto de 1902 - 31 de marzo de 1998) fue una actriz teatral y cinematográfica de nacionalidad francesa.

## Biografía
Nacida en Tours, Francia, su nombre completo era Rose Blanche Jeanne Montel. A los 11 años fue contratada por el cineasta Alfred Machin, que trabajaba en los estudios del Château du Karreveld en Molenbeek-Saint-Jean, para que actuara en el film producido por Charles Pathé La Tulipe d'or, encarnando a una niña holandesa.
Blanche Montel pasó después al teatro, donde conoció a Louis Feuillade, un pujante director artístico de Gaumont, que quedó impresionado por la seducción, frescura y sensibilidad de la actriz. Con él protagonizó tres filmes, dos de ellos melodramas en 12 episodios con una gran vedette de la época, Sandra Milowanoff. De su filmografía, repartida entre el cine mudo y el sonoro, puede destacarse su remarcable actuación como Madame Lesurques en L'Affaire du courrier de Lyon, de Léon Poirier (1923). 
Montel se casó con el director Henri Decoin, con el que tuvo un hijo, Jacques. La unión duró desde el 20 de octubre de 1927 al 10 de enero de 1934, fecha en la que se divorciaron. Después inició una relación con el actor Jean-Pierre Aumont, que terminó cuando él emigró a los Estados Unidos en 1940.
En 1943 decidió poner fin a su carrera en el cine, haciendo su último papel en L'Homme de Londres, una adaptación al cine de una novela de Georges Simenon.
Al finalizar la Segunda Guerra Mundial, ella se hizo agente artístico, trabajando, entre otros, para Denise Grey.
Blanche Montel falleció en 1998 en Luzarches, Francia. El 3 de marzo de ese mismo año falleció su hijo Jacques a los 70 años de edad.

## Filmografía
- 1914 : A Tragedy in the Clouds, de Alfred Machin
- 1914 : Les Deux Gosses, de Albert Capellani
- 1919 : Barrabas, de Louis Feuillade
- 1921 : Chichinette et Cie, de Henri Desfontaines
- 1921 : Les Deux Gamines, de Louis Feuillade
- 1921 : Zidore ou les Métamorphoses, de Louis Feuillade
- 1921 : Gustave est médium, de Louis Feuillade
- 1921 : L'Orpheline, de Louis Feuillade
- 1921 : Séraphin ou les Jambes nues, de Louis Feuillade
- 1921 : Le Nuage, de Léon Poirier
- 1922 : La Fille des chiffonniers, de Henri Desfontaines
- 1922 : Gaëtan ou le Commis audacieux, de Louis Feuillade
- 1922 : Votre Majesté, de Henri Desfontaines
- 1923 : L'Affaire du courrier de Lyon, de Léon Poirier
- 1923 : Pax Domine, de René Leprince
- 1923 : La Belle Nivernaise, de Jean Epstein
- 1924 : Une vieille marquise très riche, de Emilien Champetier
- 1924 : Après l'amour, de Maurice Champreux
- 1925 : La Vocation d'André Carel, de Jean Choux
- 1925 : L'Éveilleur d'instincts de Emilien Champetier
- 1925 : Le Roi de la pédale, de Maurice Champreux
- 1928 : Infernal Circle, de Luitz-Morat
- 1930 : L'Arlésienne, de Jacques de Baroncelli
- 1930 : Flagrant Délit, de Hanns Schwarz y Georges Tréville
- 1932 : La Belle Aventure, de Henri Diamant-Berger
- 1932 : Chassé-croisé, de André Gillois
- 1932 : Clair de lune de Henri Diamant-Berger
- 1933 : Les Trois Mousquetaires
- 1933 : L'Enfant du miracle, de André Gillois
- 1933 : Les Bleus du ciel, de Henri Decoin
- 1933 : Miquette et sa mère, de Henri Diamant-Berger
- 1933 : Le Passager clandestin, de Henri Diamant-Berger
- 1933 : Histoires courtes de Gil Jourdan, de Gaston Roudès
- 1934 : L'Aventurier, de Marcel L'Herbier
- 1938 : Mon père et mon papa, de Gaston Schoukens
- 1938 : Durand bijoutier, de Jean Stelli
- 1939 : En correctionnelle, de Marcel Aboulker
- 1940 : Les Surprises de la radio, de Marcel Aboulker
- 1943 : L'Homme de Londres, de Henri Decoin

## Teatro
- 1923 : Les Vignes du seigneur, de Robert de Flers y Francis de Croisset, Théâtre du Gymnase Marie-Bell
- 1932 : Hector, de Henri Decoin, Théâtre de l'Apollo
- 1927 : Vient de paraître, de Édouard Bourdet, escenografía de Victor Boucher, Théâtre de la Michodière
- 1928 : Une tant belle fille, de Jacques Deval, Théâtre Antoine
- 1929 : Le Trou dans le mur, de Yves Mirande, Théâtre de la Michodière
- 1929 : Durand, bijoutier, de Léopold Marchand, Théâtre Saint-Georges
- 1931 : La Banque Nemo, de Louis Verneuil, Théâtre de la Michodière
- 1934 : Do, Mi, Sol, Do, de Paul Géraldy, Théâtre de la Michodière
- 1938 : Cavalier seul, de Jean Nohain y André Gillois, Théâtre du Gymnase Marie-Bell